# Acnephalum andrenoides
Acnephalum andrenoides là một loài ruồi trong họ Asilidae. Acnephalum andrenoides được Wiedemann miêu tả năm 1828. Loài này phân bố ở vùng nhiệt đới châu Phi.